# 改鈴谷型重巡洋艦
改鈴谷型重巡洋艦（かいすずやがたじゅうじゅんようかん）は、大日本帝国海軍の未成重巡洋艦。伊吹型重巡洋艦（いぶきがたじゅうじゅんようかん）とも呼ばれる。

## 概要
ロンドン軍縮条約では重巡洋艦は対米6割、12隻に抑えられていたが、条約破棄後に最上型4隻、利根型2隻の主砲を20cm砲に換装し、開戦時には18隻となり、隻数では対等になっていた。そのため、戦時消耗の補充として1941年11月の昭和16年度戦時建造計画（マル急計画）で2隻の重巡洋艦が計画された。また、日本海軍が目標とした重巡洋艦20隻体制の実現との見方もある。
翌年の七九帝国議会で承認、1隻6,000万円の予算が計上され、1番艦は呉海軍工廠、2番艦は三菱重工業長崎造船所で起工された。だがミッドウェー海戦の影響で2番艦は起工直後に建造中止、1番艦「伊吹」は艦隊給油艦として完成することも考えられたが、結局空母へ改造となった。しかしそれも戦局悪化により進捗率80%で工事中止、そのまま終戦を迎えた。

## 艦型
急速建造に対応するため、鈴谷型重巡洋艦の船体線図を利用した改鈴谷型として計画された。1941年11月の商議では防空指揮所の設置、後部マストを第4砲塔直前に移設することが記されている。
船体は鈴谷型と基本的に同じであるが、上甲板のキャンバーがわずかに増やされている。
主砲は鈴谷型と同じ2号20cm連装砲5基、砲塔の形式は利根型と同じE3型、利根型では円錐台形であったリング・サポートは、円筒形となっている。高角砲は当時の標準となる12.7cm連装高角砲4基、砲の形式はA1型だった。機銃は鈴谷型と同じ25mm機銃連装4基、13mm機銃連装2基の計画であるが、もし重巡洋艦として竣工した場合、時期的に考えて機銃は更に増備されたと思われる。
魚雷発射管は最上型、利根型の3連装4基から、改装後の妙高型、高雄型と同等の4連装4基に強化されている。建造の進んだ1番艦（第300号艦）では、さらに航空兵装を廃止し5連装発射管5基に変更されたといわれる。このときの詳細な計画は残されていないが、おそらく従来の発射管位置の4か所に加え、後部マスト直前に1基追加したものと思われる。これら雷装の強化は、夜戦での使用が重視されたことがうかがわれる。
防御は、機関部については舷側の長さ76.70mに渡り、艦底に向かって内側へ20°の角度を付けた傾斜装甲で、上部100mmNVNC甲鈑から下部の30mmCNC甲鈑に連なるテーパード・アーマーを施した。水平防御は中甲板に水平部30mmCNC、傾斜部60mmCNC甲鈑、前後の隔壁部は105mmNVNC甲鈑とした。弾火薬庫は、舷側は機関部と同様の方法で上部140mmNVNCから下部の30mmCNCに連なるテーパード・アーマー、水平部は下甲板に40mmCNC、前後の隔壁部は95mmから140mmのNVNC甲鈑を取り付けた。舵取機室は舷側100mmNVNC、前後の隔壁50mmCNC、水平部は中甲板に30mmCNC甲鈑で防御した。
機関は鈴谷型、利根型と同様の艦本式ボイラー8基、艦本式タービン4基の組み合わせである。ボイラーの蒸気圧、温度は計画では20kg/平方cm、300度であるが、鈴谷型、利根型と同じ22kg/平方cm、300度とする文献もある。利根型では高雄型までと同様に前部機械室のタービンで外軸のスクリューを回転させていたが、本型では鈴谷型と同じ前部と内軸を結ぶ形とした。推進器直径は3.9mで最上型、利根型の3.8mから0.1m大きくなる計画だった。

## 同型艦
- 伊吹（第300号艦）
- 第301号艦
  - 1942年6月1日に三菱重工業長崎造船所で起工も直後に建造中止、解体[9]